# Kanton Châtenois-les-Forges
Der Kanton Châtenois-les-Forges ist ein französischer Wahlkreis im Département Territoire de Belfort und in der Region Bourgogne-Franche-Comté. Sein Hauptort ist Châtenois-les-Forges. Vertreter im Generalrat des Départements sind seit 2015 Florian Bouquet und Maryline Morallet (beide LR). Der Kanton Châtenois-les-Forges wurde erst 1967 gebildet, als der ehemalige Kanton Belfort aufgeteilt wurde. 

## Gemeinden
Der Kanton besteht aus 16 Gemeinden mit insgesamt 14.691 Einwohnern (Stand: 1. Januar 2022) auf einer Gesamtfläche von 89,00 km²:
| Gemeinde                    | Einwohner 1. Januar 2022 | Fläche km² | Dichte Einw./km² | Code INSEE | Postleitzahl |
| --------------------------- | ------------------------ | ---------- | ---------------- | ---------- | ------------ |
| Andelnans                   | 1.123                    | 4,17       | 269              | 90001      | 90400        |
| Argiésans                   | 595                      | 2,73       | 218              | 90004      | 90800        |
| Banvillars                  | 290                      | 4,67       | 62               | 90007      | 90800        |
| Bermont                     | 373                      | 2,74       | 136              | 90011      | 90400        |
| Botans                      | 248                      | 2,29       | 108              | 90015      | 90400        |
| Bourogne                    | 1.737                    | 13,71      | 127              | 90017      | 90140        |
| Buc                         | 243                      | 2,44       | 100              | 90020      | 90800        |
| Charmois                    | 371                      | 4,17       | 89               | 90021      | 90140        |
| Châtenois-les-Forges        | 2.637                    | 8,67       | 304              | 90022      | 90700        |
| Chèvremont                  | 1.566                    | 8,83       | 177              | 90026      | 90340        |
| Dorans                      | 823                      | 3,77       | 218              | 90035      | 90400        |
| Meroux-Moval                | 1.420                    | 10,01      | 142              | 90068      | 90400        |
| Sevenans                    | 696                      | 2,02       | 345              | 90094      | 90400        |
| Trévenans                   | 1.290                    | 5,96       | 216              | 90097      | 90400        |
| Urcerey                     | 253                      | 3,39       | 75               | 90098      | 90800        |
| Vézelois                    | 1.026                    | 9,43       | 109              | 90104      | 90400        |
| Kanton Châtenois-les-Forges | 14.691                   | 89,00      | 165              | 9005       | –            |

Bis zur landesweiten Neuordnung der französischen Kantone im März 2015 gehörten zum Kanton Châtenois-les-Forges die zehn Gemeinden Argiésans, Banvillars, Bavilliers, Bermont, Botans, Buc, Châtenois-les-Forges, Dorans, Trévenans und Urcerey. Sein Zuschnitt entsprach einer Fläche von 41 km km2. Er besaß vor 2015 den INSEE-Code 9010.

## Veränderungen im Gemeindebestand seit 2016
2019: Fusion Meroux und Moval → Meroux-Moval

## Bevölkerungsentwicklung
| 1962 | 1968 | 1975 | 1982 | 1990   | 1999   | 2016   |
| ---- | ---- | ---- | ---- | ------ | ------ | ------ |
| 6765 | 6906 | 8574 | 9101 | 10.080 | 10.583 | 14.619 |